# Sveti Ivan (miasto Buzet)
Sveti Ivan – wieś w Chorwacji, w żupanii istryjskiej, w mieście Buzet. W 2011 roku liczyła 227 mieszkańców.